# Ред Оук (Оклахома)
Ред Оук (енгл. Red Oak) град је у америчкој савезној држави Оклахома.

## Демографија
По попису из 2010. године број становника је 549, што је 32 (-5,5%) становника мање него 2000. године.
| Група             | 2000.       | 2010.       |
| Белци             | 407 (70,1%) | 360 (65,6%) |
| Афроамериканци    | 3 (0,5%)    | 2 (0,4%)    |
| Азијати           | 0 (0,0%)    | 2 (0,4%)    |
| Хиспаноамериканци | 4 (0,7%)    | 5 (0,9%)    |
| Укупно            | 581         | 549         |